# Jean-François Exiga
Jean-François Exiga (Ajaccio, 9 marzo 1982) è un pallavolista francese.
Gioca nel ruolo di libero nel Gazélec Football Club Ajaccio Volley-Ball.

## Carriera
La carriera di Jean-François Exiga comincia nel 2002, quando viene ingaggiato dal Gazélec Football Club Olympique Ajaccio, squadra militante nel massimo campionato francese: con la squadra corsa resta fino al 2006, anno in cui, complice l'ultimo posto in classifica, il club viene retrocesso in serie cadetta. Nel 2005 ottiene le prime convocazioni con la nazionale francese, con la quale si aggiudica la medaglia d'argento alla World League 2006.
Nella stagione 2006-07 passa all'Association Sportive Cannes Volley-Ball dove resta per tre annate, ottenendo il suo primo successo a livello di club, ossia la vittoria della Coppa di Francia 2006-07. Nel 2009 con la nazionale si laurea vicecampione europeo.
Nella stagione 2009-10 si trasferisce in Italia, nella Gabeca Pallavolo di Monza, con la quale disputa tre campionati di Serie A1. Nella stagione 2011-12 passa all'Associazione Sportiva Volley Lube di Macerata, club con il quale vince lo scudetto.
Nella stagione 2012-13 torna in partita ingaggiato dal Tours Volley-Ball, dove resta per tre annate, con cui vince due Supercoppe francesi, tre Coppe di Francia, tre scudetti e due Supercoppe francesi. Nella stagione 2015-16 veste la maglia del Gazélec Football Club Ajaccio Volley-Ball, con cui vince due Coppe di Francia e la Supercoppa francese 2016.

## Palmarès

### Club
- Campionato italiano: 1

2011-12
- Campionato francese: 3

2012-13, 2013-14, 2014-15
- Coppa di Francia: 6

2006-07, 2012-13, 2013-14, 2014-15, 2015-16, 2016-17
- Supercoppa francese: 3

2012, 2014, 2016

### Premi individuali
- 2013 - Ligue A: Miglior libero
- 2014 - Ligue A: Miglior libero
- 2015 - Ligue A: Miglior libero